# Agrupació Esportiva Santa Eulàlia
L'Agrupació Esportiva Santa Eulàlia (AESE) és una entitat poliesportiva del barri de Santa Eulàlia, a l'Hospitalet de Llobregat. Actualment té tres seccions: aigua (natació i waterpolo), bàsquet i gimnàstica (artística i aeròbica).

## Història
L'entitat va ser fundada l'any 1986, fruit de la unió de diverses entitats esportives del barri: Grup de Natació Santa Eulàlia (GNSE), Agrupació Esportiva Santa Eulàlia de gimnàstica i atletisme (AESE), Club de Judo Santa Eulàlia (CJSE) i Club de Bàsquet Santa Eulàlia (CBSE). D'aquesta primera fusió va sorgir un club poliesportiu amb cinc seccions: aigua, atletisme, bàsquet, gimnàstica i judo.
Aquesta estructura es va mantenir al llarg dels anys fins al 2005, moment en el qual va deixar de tenir esportistes la secció d'atletisme. Malgrat això, l'entitat va seguir organitzant la Milla Urbana de Santa Eulàlia, competició encara vigent avui dia. Una dècada després, en 2014, la secció de judo va deixar de formar part de l'entitat. Els responsables i entrenadors de la secció van fundar una nova entitat, també amb seu al barri de Santa Eulàlia, el Judo Club L'Hospitalet.
Actualment, l'AESE és l'entitat esportiva amb més participants de la ciutat de l'Hospitalet. Les tres seccions tenen presència a les competicions de les diferents Federacions i a les que organitza el Consell Esportiu de l'Hospitalet.

## Instal·lacions
Des dels seus inicis, l'AESE té la seu al Poliesportiu Municipal de Santa Eulàlia, que compta amb una pista poliesportiva, piscina de competició, gimnàs i diverses sales polivalents. És allà on les tres seccions s'entrenen i disputen bona part dels seus partits i competicions. Addicionalment, la secció de bàsquet s'entrena i juga a la Pista Municipal Gasòmetre, instal·lació descoberta amb tres pistes completes de bàsquet.
L'entitat ha reclamat en diverses ocasions la construcció d'una nova instal·lació que substitueixi l'actual Poliesportiu Municipal de Santa Eulàlia. En aquest sentit, hi ha un projecte per construir un nou poliesportiu a la ubicació actual de la Pista Municipal Gasòmetre. Aquest projecte ja té l'aprovació inicial del pla urbanístic.
Antigament, la secció d'atletisme de l'AESE s'entrenava a la Pista d'Atletisme de Santa Eulàlia, coneguda popularment com "El Huevo", situada dins les actuals instal·lacions del Camp Municipal de Futbol de Santa Eulàlia.

## Seccions

### Aigua
La secció d'aigua està dividida en dos: natació i waterpolo. La secció de natació compta amb diversos nedadors i nedadores que competeixen habitualment en proves organitzades per la Federació Catalana de Natació o el Consell Esportiu de l'Hospitalet. La secció de waterpolo, per la seva banda, té diversos equips en diferents competicions, tant a nivell català com estatal. En destaca el primer equip femení, que actualment milita a la 1a Divisió Espanyola, segona categoria estatal. L'equip és entrenat per Judit Pujol, que també fa les funcions de director tècnic de la secció.

### Bàsquet
Amb més de 400 esportistes, la secció de bàsquet és la més nombrosa del club i el club de bàsquet amb més participants de l'Hospitalet. Actualment té 21 equips a la Federació Catalana de Bàsquet, 8 al Consell Esportiu de l'Hospitalet i altres conjunts de lleure. Destaquen el primer equip masculí, entrenat per Edu Saura i que competeix a la Copa Catalunya, i el primer equip femení, amb Javier Solomando a la banqueta, que milita a la 2a Catalana. Destacar que la temporada 2021-22 el Pre-Infantil Masculí A de la secció es va proclamar campió de Barcelona i de Catalunya. L'actual coordinadora és Romina García i l'actual Director Tècnic de la secció és Miguel Panades Guirau.

### Gimnàstica
La secció de gimnàstica té, al seu torn, dues subseccions: aeròbica i artística. En les dues subseccions un bon planter de nenes i joves competeixen en esdeveniments de la Federació Catalana de Gimnàstica i el Consell Esportiu de l'Hospitalet. L'actual coordinadora és Eli Masmitjà.

## Esportistes destacats
- Paula Crespí, jugadora de waterpolo del CE Mediterrani de Divisió d'Honor femenina.[13]
- Mike Torres, jugador de bàsquet del Real Betis Baloncesto de la Lliga ACB.[14]
- Susana Muñoz, àrbitra continental de judo.[15]